# Ravenea delicatula
Ravenea delicatula là loài thực vật có hoa thuộc họ Arecaceae. Loài này được Rakotoarin. mô tả khoa học đầu tiên năm 2008.